# Ferdinandusa chlorantha
Ferdinandusa chlorantha är en måreväxtart som först beskrevs av Hugh Algernon Weddell, och fick sitt nu gällande namn av Paul Carpenter Standley. Ferdinandusa chlorantha ingår i släktet Ferdinandusa och familjen måreväxter. Inga underarter finns listade i Catalogue of Life.